# Ianto Jones
Pour les articles homonymes, voir Jones.
Ianto Jones est un personnage fictif de la série Torchwood, spin-off de Doctor Who. Il est joué par l'acteur gallois Gareth David-Lloyd.
Ianto Jones est l'administrateur de Torchwood Cardiff. Au cours de la 2e saison, il devient agent de terrain et participe aux missions. Ianto est aussi caractérisé par sa liaison amoureuse avec le héros de la série, le capitaine Jack Harkness.

## Présentation
Dès le premier épisode, Ianto est présenté comme l'homme à tout faire de Torchwood 3, dont le rôle est de garder le QG en lui donnant l'illusion de la forme d'un office de tourisme, et de faire le café pour les différents membres. Son rôle finit par s'épaissir. Ianto est un personnage discret, pince-sans-rire, qui est, au fond, l'inverse d'Owen (qui le compare à Tintin) car faisant très souvent passer les autres avant lui.

## Histoire du personnage
Ianto Jones est un agent de Torchwood 1 qui s'est reconverti pour aller à Torchwood 3 après la bataille de Canary Wharf (ayant lieu dans l'épisode Adieu Rose de la série Doctor Who). Assez méfiant, Jack Harkness l'embauche après l'avoir aidé à capturer Myfanwy le ptérodactyle (qui est, comme mentionné dans les livres, un ptéranodon femelle) de garde du QG. 

### 1resaisondeTorchwood
Au cours de la première saison, le personnage a un rôle assez anecdotique. Seul un épisode est centré sur lui (Femme cybernétique) où l'on apprend qu'il se sert des installations de Torchwood Cardiff afin que sa fiancée, Lisa Hallet partiellement convertie en Cybermen, redevienne humaine. À la suite du fiasco et de la mort de Lisa, le personnage se fait discret et est assez dépressif (Cadeaux grecs). Néanmoins, on apprend une complicité entre lui et Jack Harkness autour de sa fascination pour les chronomètres (Ils tuent encore Suzie). Finalement, il se rebellera aussi contre Jack, manipulé par une fausse Lisa dans l'épisode La Fin des temps. Le baiser de réconciliation entre lui et Jack donne un indice sur leur relation dans la suite de la série.

### 2esaisondeTorchwood
À partir de cette saison, le personnage prend de l'épaisseur. Sa relation avec Jack Harkness est assez ouverte dans la série : après une "sortie" dans Le Retour de Jack, on voit les deux personnages s'embrasser dans les épisodes suivants et dans la fin de la saison. Dans Envers et Contre tous, Gwen les surprend même en plein ébats.

### 4esaisondeDoctor Who
Le personnage a un rôle assez anecdotique dans les épisodes La Terre volée et La Fin du voyage. On le voit travailler avec Jack Harkness au sein de Torchwood 3, y regarder la télé ou tenter de combattre des Daleks au sein de Torchwood 3.

### 3esaisondeTorchwood
Lors des épisodes de la mini-série Les Enfants de la Terre, le personnage s'épaissit : on y voit sa famille, et on en apprend plus sur sa relation avec Jack. Il explique à sa sœur que Jack est le seul homme envers lequel il ait jamais eu de l'attirance. Il fait d'ailleurs beaucoup dans la série pour protéger son neveu et sa nièce de l'enlèvement par les 456, et pour délivrer Jack d'un bloc de ciment. C'est lui qui propose à l'équipe de se cacher dans un entrepôt de Torchwood 1 et qui fournit tout le monde en nourriture et objets divers, dont un nouveau manteau pour Jack. 
Dans l'avant-dernier épisode de la mini-série, Ianto décide de suivre Jack dans une confrontation avec les 456 et se fait tuer par un virus d'origine extra-terrestre. Agonisant entre les bras de son amant, il demande que celui-ci ne l'oublie jamais, bien que Jack soit immortel. Sa mort laisse d'ailleurs toute une foule de fans en colère, certains estimant même que cela a tué la série, d'autres accusant les scénaristes d'homophobie, ce qui est ridicule au vu de l'orientation sexuelle de Russell T Davies et de John Barrowman.[non neutre]
Finalement, une grande campagne de dons pour les enfants en difficulté est amorcée par les fans afin que les scénaristes fassent revenir Ianto Jones dans la série. Bien que touchés par le geste, ces derniers décident finalement de ne pas ressusciter le personnage.